# Alexandra Daddario
Pour les articles homonymes, voir Daddario.
Alexandra Daddario est une actrice américaine, née le 16 mars 1986 à New York.
Elle est révélée, au cinéma, par son rôle d'Annabeth Chase dans les films Percy Jackson : Le Voleur de foudre et Percy Jackson : La Mer des monstres mais aussi, à la télévision, notamment pour avoir joué dans les séries dramatiques et policières FBI : Duo très spécial (2009-2011) et True Detective (2014).
Elle a aussi joué dans les séries télévisées Parenthood (2011), New Girl (2014) et dans The White Lotus (2021).
Elle occupe des rôles principaux dans des films comme l'horrifique Texas Chainsaw 3D (2013), le film catastrophe San Andreas (2015), la romance Un choix (2016) et la comédie d'action Baywatch : Alerte à Malibu (2017).

## Biographie

### Enfance et formation
Alexandra Anna Daddario née le 16 mars 1986 à New York, est la fille de Richard Daddario, procureur, et de Christina Daddario, avocate,. Elle est allée à l'école Brearley School.
Elle a des ancêtres italiens, tchèques, anglais et irlandais. Son petit frère, Matthew Daddario, est également acteur. Elle a aussi une sœur, Catharine Daddario.
Elle a déclaré lors d'une interview qu'elle avait décidé de devenir actrice à l'âge de 11 ans.

### Débuts télévisuels et percée au cinéma (années 2000)
En 2002, elle décroche son premier rôle à l'âge de 16 ans dans le feuilleton télévisé La Force du destin (All My Children). Elle incarne la jeune Laurie Lewis pendant 43 épisodes, jusqu'en 2003.
En 2005, elle fait ses débuts au cinéma par de la figuration dans la comédie dramatique acclamée Les Berkman se séparent.
De 2006 à 2009, elle enchaîne quelques rôles à la télévision, notamment deux épisodes de New York, police judiciaire, ainsi que d'autres interventions comme dans Conviction, Les Soprano, Damages, Life on Mars, Nurse Jackie et deux épisodes de New York, section criminelle.
Au cinéma, elle se contente de rôles mineurs comme dans le drame romantique The Hottest State (2006), réalisé par Ethan Hawke, avec Mark Webber et Catalina Sandino Moreno ; le drame indépendant Les Babysitters (2007) et le film d'horreur The Attic (2007) avec Elisabeth Moss et Jason Lewis. Mais aucun de ces projets ne séduit et le dernier sort directement en vidéo,,.
En 2010, elle est révélée au public grâce à son rôle d'Annabeth Chase dans le film Percy Jackson : Le Voleur de foudre aux côtés de Logan Lerman et de Brandon T. Jackson. En dépit de critiques mitigées,, le film est un important succès commercial au box office. Il permet de révéler l'actrice au grand public et elle se retrouve citée pour le Teen Choice Awards de la révélation féminine.
La même année, elle joue le premier rôle féminin du thriller indépendant salué Bereavement dont elle partage la vedette aux côtés de Michael Biehn. Elle évolue ensuite avec des rôles de plus grande importance au sein de séries télévisées populaires comme la série policière FBI : Duo très spécial et la série comique Parenthood.

### Cinéma commercial (2011-2017)

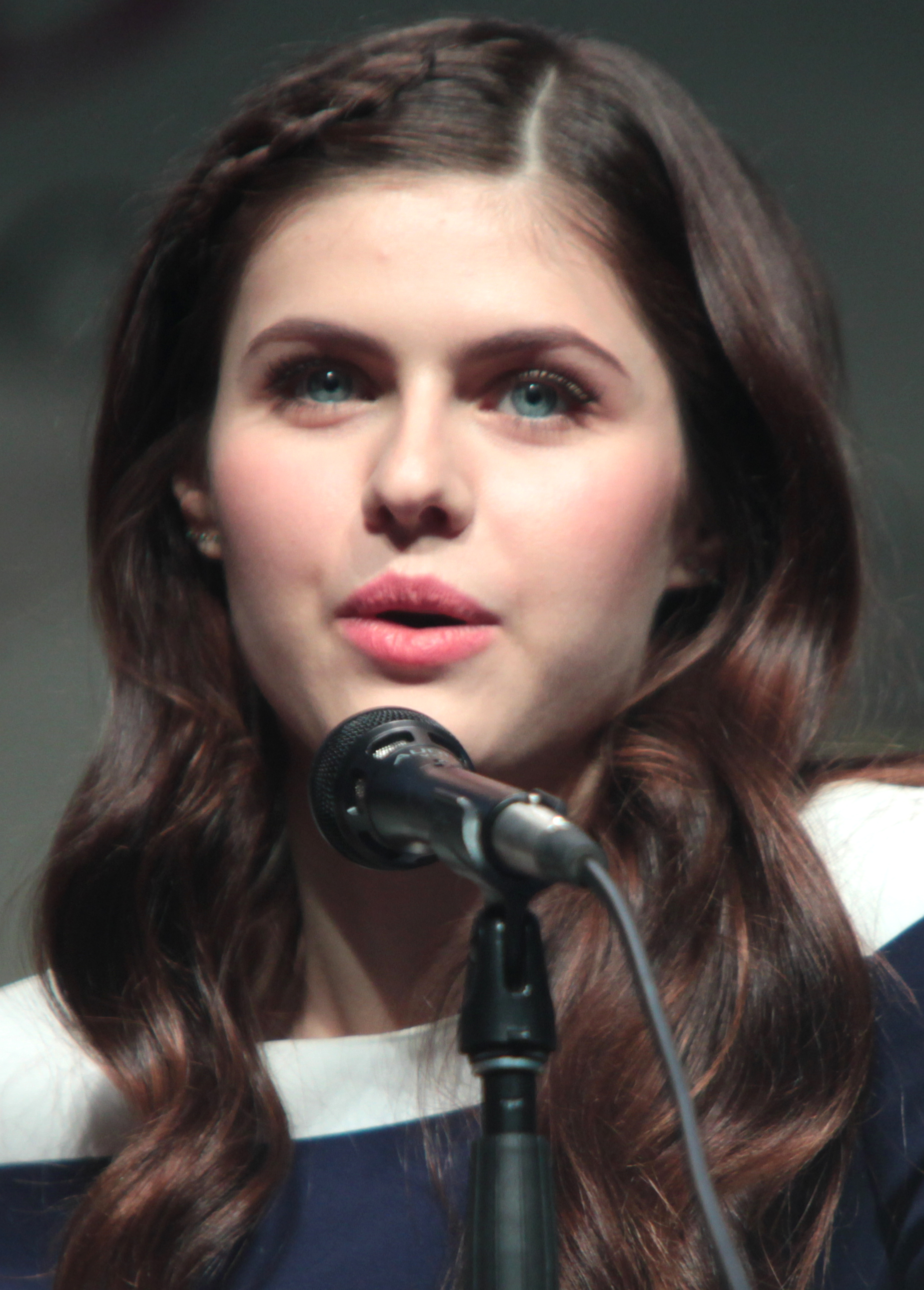
L'actrice au WonderCon 2015, pour la promotion du blockbuster San Andreas.

En 2011, elle joue un second rôle dans la comédie romantique Bon à tirer (BAT) aux côtés d'Owen Wilson, Jason Sudeikis et Christina Applegate. Cette comédie séduit les spectateurs mais n'emballe pas la critique.
Mais grâce à la visibilité apportée par le succès commercial du premier volet de Percy Jackson, elle obtient son premier rôle principal dans le film d'horreur Texas Chainsaw 3D sorti en 2013. C'est le septième film de la série Massacre à la tronçonneuse et le premier à être tourné en 3D. La même année, elle reprend le rôle d'Annabeth Chase dans Percy Jackson : La Mer des monstres. Les deux productions sont des échecs critiques,, le film d'horreur s'en sort néanmoins grâce à ses performances au box office, ainsi qu'une citation pour le MTV Movie & TV Awards de la meilleure performance dans un film d'horreur pour Daddario — en revanche, le second volet des aventures de Percy Jackson est un flop, enterrant ainsi la possibilité d'une trilogie. Elle apparaît aussi dans le clip Radioactive, d'Imagine Dragons en août 2013.
En 2014, elle attire l'attention sur sa plastique en incarnant Lisa Tragnetti dans quatre épisodes de l'acclamée série télévisée True Detective,. La même année, elle porte la comédie horrifique indépendante Burying the Ex, qui n'emballe pas la critique mais remporte pourtant un prix lors des Saturn Awards 2016. Le 13 août 2014, une démo du jeu vidéo Battlefield Hardline, en vente en 2015, montre qu'Alexandra Daddario prête sa voix et son apparence pour un des personnages principaux, Dune Alpert.
L'année 2015 est marquée par une double apparition dans la sitcom New Girl mais surtout son premier rôle féminin dans le film catastrophe San Andreas, aux côtés de Dwayne Johnson et Carla Gugino. Le film met en scène une famille face aux événements dévastateurs qui touchent Los Angeles et San Francisco, causés par l'ouverture de la faille de San Andreas. Malgré une réception critique mitigée, le film est un franc succès au box office. Ce rôle vaut sa seconde citation aux Teen Choice Awards, cette fois ci dans la catégorie Meilleure actrice dans un film d'action. Elle joue ensuite les guest-star pour trois épisodes de la saison 5 d'American Horror Story, donnant la réplique à Lady Gaga.
En 2016, elle retourne vers le cinéma indépendant en étant à l'affiche de deux productions : d'abord le drame Un choix, dans lequel elle seconde Teresa Palmer, Maggie Grace et Benjamin Walker et la comédie Baked in Brooklyn dont elle partage l'affiche avec Josh Brener.

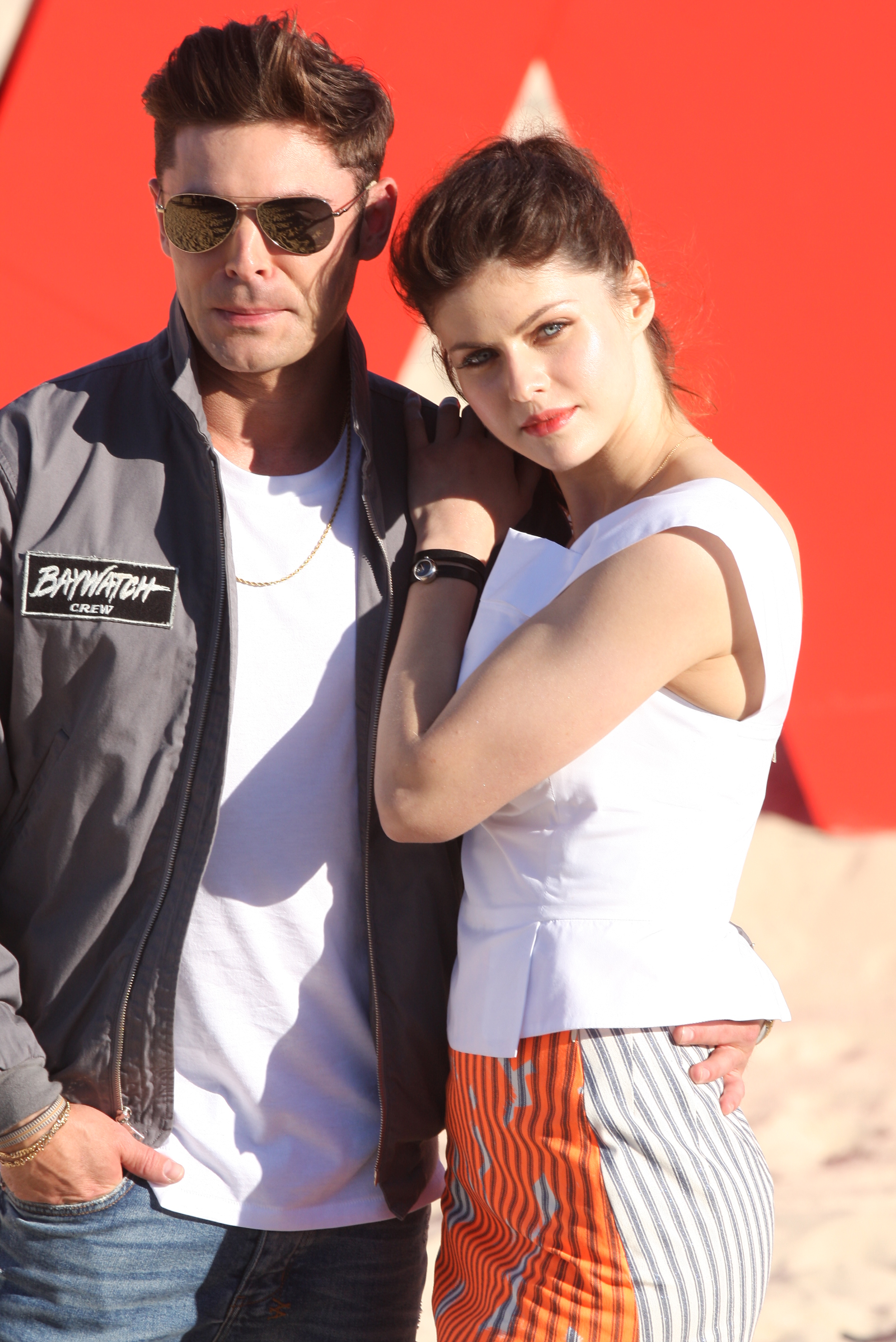
En promotion avec Zac Efron pour Baywatch : Alerte à Malibu, en 2017.

En 2017, elle rejoint la distribution principale de la comédie d'action Baywatch : Alerte à Malibu. Il s'agit d'une adaptation cinématographique de la série télévisée Alerte à Malibu. Elle incarne Summer Quinn, un personnage incarné autrefois par l'actrice Nicole Eggert. Elle retrouve pour l'occasion Dwayne Johnson et donne la réplique à Zac Efron et Priyanka Chopra. Le film reçoit un accueil critique glacial mais est un franc succès au box office,. Elle est aussi, dans un second rôle, à l'affiche de la comédie The House avec Will Ferrell et Amy Poehler puis dans l'un des rôles principaux de la comédie The Layover aux côtés de Kate Upton mais ces deux projets sont d'importants échecs,,.

### Cinéma indépendant et télévision (depuis 2018)
Pour 2018, elle porte la comédie indépendante When We First Met avec Robbie Amell et est attendue dans le thriller Nomis aux côtés d'Henry Cavill et Ben Kingsley. San Andreas ayant été le plus gros succès aux États-Unis de l'année 2015 pour la Warner, les studios annoncent une suite à laquelle l'actrice prend part et retrouve le duo Johnson/Gugino,. Elle est ensuite choisie pour interpréter le rôle titre du thriller dramatique Lost Girls and Love Hotels.
En 2019, elle rejoint la distribution principale de la nouvelle série de Marc Cherry, créateur de Desperate Housewives, Why Women Kill, pour le réseau CBS aux côtés de Lucy Liu et Ginnifer Goodwin. La série suit le parcours de trois femmes de trois époques différentes, face à l'infidélité de leur maris et le désir de vengeance. 

### Vie privée
Elle vit actuellement à Los Angeles. Elle est la sœur de Matthew Daddario et Catharine Daddario, eux aussi acteurs. Elle a été en couple avec Logan Lerman pendant 5 ans. Cependant, Logan et Alexandra se sont séparés le 16 décembre 2016 d'après une déclaration du compte Instagram de l'actrice.
Le 2 décembre 2021, elle annonce ses fiançailles avec le producteur américain Andrew Form (en) (ex-époux de l'actrice Jordana Brewster). Le couple s'est marié en juin 2022.
Le 10 juillet 2024, elle annonce être enceinte de six mois son premier enfant.
Le 31 octobre 2024, elle annonce avoir donné naissance à son enfant avec une photo sur son instagram.

## Filmographie

### Cinéma

#### Longs métrages
- 2005 : Les Berkman se séparent (The Squid and the Whale) de Noah Baumbach : la fille à la mode
- 2006 : The Hottest State d'Ethan Hawke : Kim
- 2007 : Les Babysitters (The Babysitters) de David Ross : Barbara Yates
- 2007 : The Attic (en) de Mary Lambert : Ava Strauss - directement sorti en vidéo
- 2010 : Percy Jackson : Le Voleur de foudre de Chris Columbus (Percy Jackson and the Olympians: The Lightning Thief) : Annabeth Chase, fille d'Athéna
- 2010 : Bereavement de Stevan Mena : Allison Miller
- 2011 : Bon à tirer (BAT) (Hall Pass) de Peter et Bobby Farrelly : Paige
- 2013 : Texas Chainsaw 3D de John Luessenhop : Heather Miller
- 2013 : Percy Jackson : La Mer des monstres (Percy Jackson and the Olympians: The Sea Monsters) de Thor Freudenthal : Annabeth Chase, fille d'Athéna
- 2014 : Burying the Ex de Joe Dante : Olivia
- 2015 : San Andreas de Brad Peyton : Blake Gaines
- 2016 : Un choix (The Choice) de Ross Katz : Monica
- 2016 : Baked in Brooklyn de Rory Rooney : Kate
- 2017 : Baywatch : Alerte à Malibu (Baywatch) de Seth Gordon : Summer Quinn
- 2017 : Vegas Academy : Coup de poker pour la fac (The House) d'Andrew Jay Cohen : Corsica
- 2017 : Escale à trois (The Layover) de William H. Macy : Kate Jeffries
- 2018 : When We First Met d'Ari Sandel : Avery Martin
- 2018 : We Have Always Lived in the Castle de Stacie Passon : Constance Blackwood
- 2018 : Nomis (Night Hunter) de David Raymond : Rachel Chase
- 2019 : Un secret bien gardé (Can You Keep A Secret ?) de Elise Duran : Emma Corrigan (également productrice exécutive)
- 2019 : Lost Girls and Love Hotels de William Olsson : Margaret
- 2019 : We Summon the Darkness de Marc Meyers : Alexis Butler
- 2020 : Songbird d'Adam Mason : May
- 2020 : Superman : L'Homme de demain (Superman: Man of Tomorrow) de Chris Palmer : Lois Lane (voix)
- 2021 : Die in a Gunfight (en) de Collin Schiffli : Mary Rathcart
- 2022 : Wildflower de Matt Smukler : Joy
- 2024 : I wish you all the best de Tommy Dorfman : Hannah

#### Courts métrages
- 2006 : Pitch d'Ian Gefland : Alex
- 2013 : Life in Text de Jessica et Laurence Jacobs : Haley
- 2015 : Faces Without Eyes de Patrick Sebes : Iris

### Télévision

#### Téléfilms
- 2006 : Damages de Jonathan Lisco : Lily Arsenault
- 2009 : Odd Jobs de Jeremy Redleaf : Cassie Stetner

#### Séries télévisées
- 2002-2003 : La Force du destin (All My Children) : Laurie Lewis (43 épisodes)
- 2004 : New York, police judiciaire (Law and Order) : Felicia (saison 15, épisode 10)
- 2005 : New York, section criminelle (Law and Order: Criminal Intent) : Susie Armstrong (saison 5, épisode 6)
- 2006 : New York, police judiciaire (Law and Order) : Samantha Beresford (saison 17, épisode 8)
- 2006 : Conviction : Vanessa (saison 1, épisode 1)
- 2006 : Les Soprano (The Sopranos) : l'autre femme (saison 6, épisode 8)
- 2009 : Damages : Lily Arsenault (saison 2, épisode 1)
- 2009 : Life on Mars : Emily 'Rocket Girl' Wyatt (saison 1, épisode 10)
- 2009 : New York, section criminelle (Law & Order: Criminal Intent): Lisa Wellesley (saison 8, épisode 10)
- 2009 : Nurse Jackie : une jeune femme (saison 1, épisode 1)
- 2009-2011 : FBI : Duo très spécial (White Collar) : Kate (7 épisodes)
- 2011 : Parenthood : Rachel (5 épisodes)
- 2012 : Philadelphia (It's Always Sunny in Philadelphia) : Ruby Taft (saison 8, épisode 4)
- 2014 : True Detective : Lisa Tragnetti (4 épisodes)
- 2014 : Married : Ella, la serveuse (saison 1, épisode 1)
- 2014 : New Girl : Michelle (saison 3, épisode 20 et saison 4, épisode 7)
- 2015 : The Last Man on Earth : Victoria (saison 1, épisode 1)
- 2015 : American Horror Story : Natacha Rambova (3 épisodes)
- 2016 : Workaholics : Donna (saison 6, épisode 3)
- 2016 : Robot Chicken : Theresa Johnson / Lena (voix originale - saison 8, épisode 14)
- 2019 : Why Women Kill : Jade (rôle principal, 10 épisodes)
- 2021 : The White Lotus : Rachel
- 2023 : Mayfair Witches : Dr. Rowan Fielding

### Clips musicaux
- 2012 : Radioactive du groupe Imagine Dragons
- 2018 : Wait de Maroon 5

### Jeux vidéo
- 2015 : Battlefield Hardline : Dune Alpert (voix originale)
- 2016 : Marvel Avengers Academy : La Guêpe (voix originale)

## Distinctions

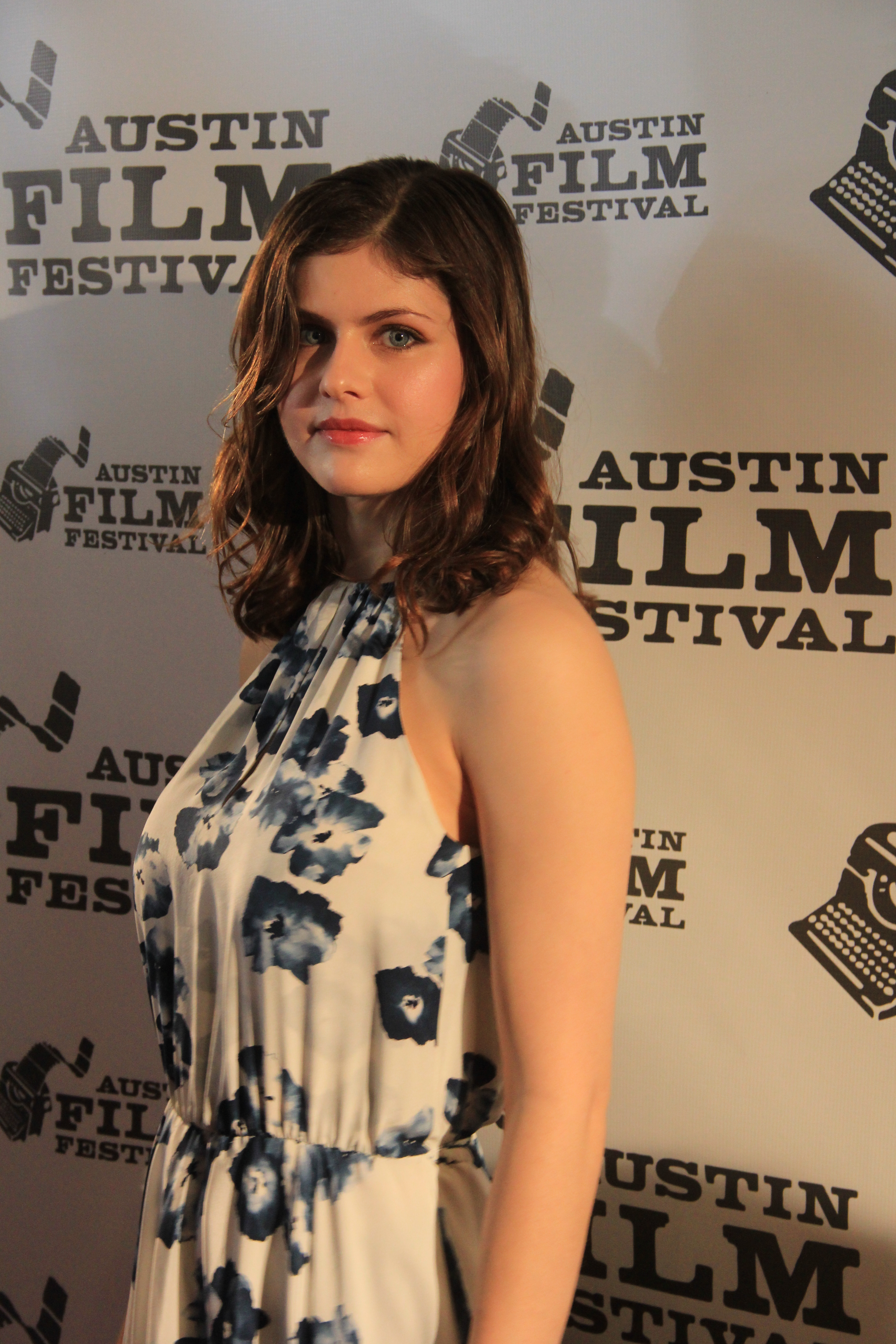
Alexandra Daddario lors des Austin Film Critics Association 2016.

Sauf indication contraire ou complémentaire, les informations mentionnées dans cette section proviennent de la base de données IMDb.

### Récompenses
- Golden Schmoes Awards 2017 : meilleure distribution de l'année pour Baywatch
- Pena de Prata 2021 : meilleure distribution pour The White Lotus

### Nominations
- Teen Choice Awards 2010 : Meilleure révélation féminine pour Percy Jackson : Le Voleur de foudre
- MTV Movie & TV Awards 2013 : meilleure interprétation "j'ai trop la trouille" pour Texas Chainsaw 3D
- Golden Schmoes Awards 2015 : meilleure distribution de l'année pour San Andreas
- Teen Choice Awards 2015 : Meilleure actrice pour San Andreas
- Teen Choice Awards 2017 : Meilleure actrice pour Baywatch
- Gold Derby Awards 2022 : meilleure actrice dans un second rôle dans une mini-série ou un téléfilm pour The White Lotus
- Primetime Emmy Awards 2022 : Meilleure actrice dans un second rôle dans une mini-série ou un téléfilm pour The White Lotus

## Voix françaises
En France, Ludivine Maffren est la voix française la plus régulière de Alexandra Daddario. Caroline Victoria l'a doublée à quatre reprises.
Au Québec, elle est principalement doublée par Stéfanie Dolan. 
| - Ludivine Maffren dans : - Percy Jackson : Le Voleur de foudre - Percy Jackson : La Mer des monstres - True Detective (série télévisée) - Baywatch : Alerte à Malibu - Escale à trois - Nomis - Why Women Kill (série télévisée) - The White Lotus (série télévisée) - Die in a Gunfight (en) | - Caroline Victoria dans : - Bon à tirer (BAT) - Texas Chainsaw 3D - New Girl (série télévisée) - San Andreas Et aussi - Sasha Supera dans FBI : Duo très spécial (série télévisée) - Isabelle Volpé dans American Horror Story (série télévisée) - Marie du Bled (Belgique) dans Un choix - Kelly Marot dans Songbird - Marcha van Boven (Belgique) dans Mayfair Witches (série télévisée) |

Au Québec
| - Stéfanie Dolan dans : - San Andreas - Un choix - Baywatch : Alerte à Malibu - Phénix | Et aussi - Kim Jalabert dans Massacre à la tronçonneuse 3D |